# Осада Мангейма (1795)
Осада Мангейма (нем. Mannheim) — одно из сражений Войны первой коалиции эпохи французских революционных войн.
После месячной осады с 19 октября по 23 ноября 1795 года французский гарнизон дивизионного генерала Шарля Монтегю капитулировал перед австрийской армией генерала от кавалерии Дагоберта фон Вурмзера, положив конец осенней кампании 1795 года на Рейне.

## Блокада
После победы при Неккарау 18 октября 1795 года генерал от кавалерии граф Вурмзер с 17000 штыков приступил к блокаде Мангейма. В этот момент город был заблокирован только с востока, так как Пишегрю всё ещё удерживал западный берег. Австрийские войска расположились полукругом вокруг города. Их правое крыло опиралось на Рейн у кирпичного завода. Затем линия шла впереди Кефферталя и Фойденхайма к правому берегу Неккара, затем на другой стороне перед Зеккенхаймом, поперек обеих дорог, и левое крыло снова опиралось на Рейн у Неккарау. 

19 октября Вурмзер предложил французскому коменданту Мангейма капитулировать, на что 22 октября был получен отрицательный ответ. 

23-го Вурмзер повторил просьбу и пригрозил бомбардировкой. Но Пишегрю продолжал защищать город и перебрасывал в город подкрепления с левого берега Рейна. 

Чтобы помочь осаде, фельдмаршал Клерфайт приказал отправить графу Вурмзеру 24 двенадцатифунтовых орудия вместе с необходимыми боеприпасами. 

Австрийцы под командой инженер-генерала Франца фон Лауэра приступили к осадным работам, но они продвигались медленно. 

Так как Гальгенберг на правом берегу Неккара, находившийся в руках французов, являлся лучшим пунктом, с которого можно было обстреливать Мангейм, не подвергая осаждающие войска опасности, Вурмзер приказал генералу Месарошу занять его. 

29 октября вечером войска генерала Готце и Девая стали тревожить французские аванпосты и вести сильный огонь по крепости. В 7 часов вечера Месарош с восемью батальонами двинулся к Гальгенбергу. Кавалерия следовала позади и была готова поддержать атаку. В 8 часов три французских батальона, защищавшие Гальгенберг, потеряв 8 пушек, были выбиты с позиций и отброшены к тет-де-пону. Австрийцы установили батареи на Гальгенберге и стали продолжать осадные работы. 

30 октября Пишегрю, получив известие о разгроме французского осадного корпуса при Майнце, отправился туда с дивизией Бопюи и оставил в Мангейме дивизию генерала Монтегю в 10 тысяч штыков.

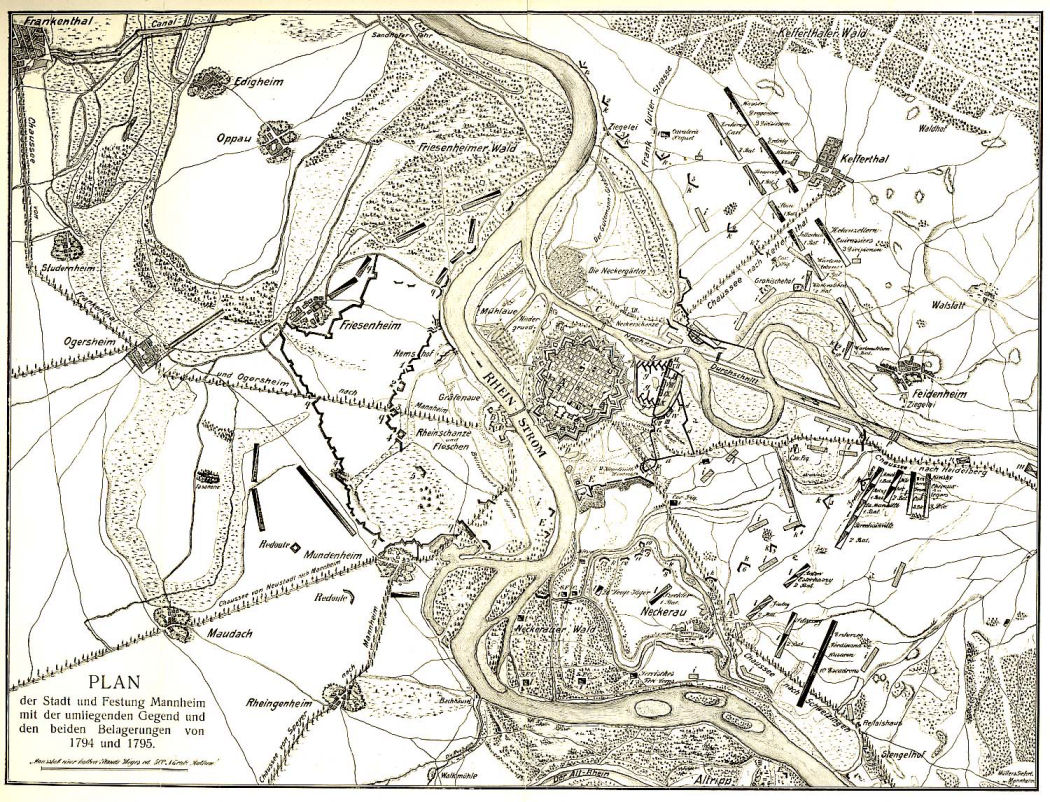
Осада Мангейма

10 ноября 1795 года Клерфайт победил Пишегрю в сражении на Пфриме. Французы отошли и заняли позиции левее Мангейма. 

Гарнизон города сообщался с армией Пишегрю через наплавной мост, прикрытый плацдармом на левом берегу Рейна. Майору Вильямсу было приказано на десяти шлюпах, укомплектованных добровольцами, подплыть и перервать его. Атака на мост должна была произойти в ночь с 10 на 11 ноября. Но случайность помешала половине шлюпов прибыть в назначенное время, и майору Вильямсу пришлось атаковать с оставшимися пятью артиллерийскими шлюпами. Под сильнейшим перекрестным огнем с ближайших французских укреплений шлюпы подошли к мосту, перерезали несколько якорных тросов и раскололи некоторые участки моста. Успех ограничился тем, что некоторые понтоны были унесены рекой, а четыре других были очень сильно повреждены. 

11 ноября коменданту крепости в третий раз было предложено капитулировать. 

12 ноября Монтегю дал отрицательный ответ, и две батареи первой параллели открыли огонь по Хольцхофу. 

13 ноября окопы у Хольцхофа были так сильно обстреляны четырьмя батареями, что французы оставили их и отступили в город. На правом берегу Неккара тоже открыла огонь по городу новая мортирная батарея, построенная рядом с Рабенштейном.

## Осада
14 ноября, армия Пишегрю, потерпев поражение при Франкентале, отступила за Шпейербах. Мангеймский плацдарм на западном берегу Рейна также был очищен французами. Город и крепость оказались в полной осаде. 

14 ноября в первой параллели за Кайзерхютте была укомплектована новая мортирная батарея, и она начала стрелять. В тот же день, несмотря на просьбы богатых горожан об эвакуации их семей, Монтегю решил, что эти благородные семьи также должны остаться в Мангейме и разделить судьбу его жителей. 

На следующую ночь, 15-го, генерал Монтегю приказал снести мост через Рейн и сложить его на правом берегу. Но сила течения оторвала пятьдесят понтонов, которые были пойманы австрийцами, стоявшими на правом берегу ниже города. 

15 ноября войска фельдмаршал-лейтенанта графа Латура подошли по левому берегу к Мангейму и заняли плацдарм со старыми французскими укреплениями, заложив на них три батареи из 20 пушек и гаубиц. 

15 и 16 ноября на первой параллели, поближе к левому берегу Неккара, были расположены ещё пять пушек и несколько мортирных батарей. 

Наконец, в полдень 17 ноября, когда туман рассеялся, пять батарей первой параллели открыли огонь из 26 тяжёлых пушек и 6 мортир, причём две батареи на Гальгенберге стреляли из 6 пушек и 4 гаубиц. Огонь этих батарей был такой интенсивности, что все орудия противника, стоявшие на городских валах, очень скоро были подавлены. Затем обстрел был приостановлен до вечера. Но в течение ночи время от времени производился обстрел, чтобы помешать французам исправить свои разбитые укрепления. Во время этого обстрела были разрушены бараки французских солдат, расположенные на главной площади города. Большинство жителей искали убежище в подвалах своих квартир, частично в большом подвале во дворце и подвале театра, и даже в склепах иезуитской церкви. 

Генерал барон Лауэр использовал утренний туман, чтобы открыть вторую параллель. Одновременно генерал Унтербергер начал строительство двух батарей, одна из которых была рассчитана на восемь двадцатичетырехфунтовых орудий, а другая — на четыре двадцатичетырехфунтовых орудия и две десятифунтовые гаубицы. Последняя батарея лежала очень близко к левому берегу Неккара и должна была обстреливать плацдарм на правом берегу этой реки и сам мост. 

18 ноября батареи первой параллели снова открыли огонь, на который интенсивно отвечала крепостная артиллерия. В восемь часов утра шестидесятифунтовая бомба попала в пороховой погреб куртины у Гейдельбергских ворот, взорвала его и образовала брешь на глубину сажени. В результате взрыва были разрушены соседние дома. Во второй половине дня был подожжен цех рядом с фарфоровой фабрикой. 

В этот же день Вурмзер обратился к французскому коменданту с четвёртым предложением о сдаче. 

В начале дня 19 ноября генерал Монтегю, с целью выиграть время, предложил созвать совещание по вопросу о сдаче крепости. Граф Вурмзер отклонил это предложение и приказал продолжить обстрел города из всех батарей. 

Утром 19 ноября, после восьми часов, взорвался ещё один пороховой склад в куртине у Гейдельбергских ворот, повредив часть стены и несколько домов. В этот и следующий день бомбы взрывались во всех частях города, поджигая новые и гренадерские казармы, реформатскую и валлонскую церкви, монетный двор, конюшню и множество других построек. 

В течение дня граф Латур расположил 4 тяжёлые пушки и 16 гаубиц на трёх батареях, установленных на бывшем французском плацдарме на левом берегу Рейна. На следующую ночь они открыли огонь, поддержав батареи первой параллели и Гальгенберга. 

Две батареи второй параллели были укомплектованы только к ночи и утром 20 ноября открыли огонь по Неккарскому мосту, который к восьми часам утра был разрушен. Вскоре после этого французы очистили плацдарм, который в семь часов вечера занял генерал Месарош, захватив 12 французских пушек. За предыдущую ночь была завершена вторая параллель, и, помимо двух уже стрелявших, в ней были установлены ещё три батареи. 

20 ноября инженер-генерал Лауэр приказал начать делать зигзаги на обоих крыльях второй параллели, с помощью которых он хотел приблизиться к городу на расстояние двухсот шагов и там заложить третью параллель. На правом берегу Неккара, за дорогой между Рабенштейном и Неккаршанце, были установлены две новые батареи. 

В ночь с 20 на 21 ноября обстрел продолжался со всех сторон. На город упало четырнадцать сотен бомб. Пламя снова охватило многие здания, загорелось даже одно крыло королевского дворца. Располагавшиеся здесь опера и бальные залы, физический кабинет с башней и многое другое сгорели в огне. 

Утром 21 ноября к Вурмзеру прибыла депутация граждан, прося защиты. Её направили к генералу Монтегю, чтобы она убедила его сдаться и спасти остальную часть города.
Огонь продолжился с удвоенной активностью. Около двухсот домов сгорели или рухнули, и около четырёхсот других зданий были повреждены. Некоторые продукты питания были сожжены, а другие разграблены в попытке спасти их от огня. Осаждавшие уже продвинулись к гласису на самой слабой стороне крепости. Орудия на нескольких бастионах были разбиты, и у Гейдельбергских ворот была пробита широкая брешь. 

Когда депутаты от горожан вернулись в город, и заявление, сделанное им графом Вурмзером, распространилось среди людей, толпа собралась на площади перед квартирой французского коменданта. Многие были вооружены. Толпой они вошли в дом и потребовали немедленной сдачи города. Монтегю успокоил разгневанную толпу, пообещав положить конец их страданиям. Днем он отправил горниста в ставку австрийцев с письмом, в котором просил прекратить огонь и обещал прислать двух офицеров, уполномоченных вести переговоры. Граф Вурмзер прекратил обстрел в шесть часов вечера. В восемь часов генерал Дюсира и полковник прибыли в Зеккенхайм. Ночь прошла в переговорах. 

В четыре часа утра 22 ноября французские полномочные представители вернулись в город вместе с адъютантом австрийского командующего майором бароном Винцентом. Сразу после этого генерал Монтегю подписал капитуляцию. 22-го в восемь часов утра австрийцы заняли внешние сооружения Гейдельбергских и Рейнских ворот. Офицеры и другие военные отправились в город, чтобы принять в свое ведение все военное снаряжение, казну, склады, арсенал, карты, планы. 

В девять часов утра 23 ноября французский гарнизон, состоявший из десяти полубригад, прошёл через Гейдельбергские ворота на гласис и сложил оружие среди каре, образованное австрийскими подразделениями, а затем, конвоируемый двумя батальонами и четырьмя эскадронами, был переправлен через Хайльбронн в Швабию. В плен попали 9787 человек, в том числе 1 дивизионный и 4 бригадных генерала, а также 410 офицеров.

## Результаты
Австрийцы обнаружили в крепости 383 артиллерийских орудия, 30 000 ружей, 12 повозок с боеприпасами, склады. 

С 29 октября по 21 ноября австрийские батареи произвели 21 105 выстрелов из орудий всех видов. Потери осадного корпуса убитыми и ранеными за эти двадцать три дня составили 6 офицеров, 297 рядовых и 2 лошади. 

24 ноября генерал граф Вурмзер перенёс свою штаб-квартиру в Мангейм. Он назначил генерала Баадера комендантом крепости.
Мост в Зандхофене, по которому граф Латур двинулся на левый берег Рейна, теперь был вынут из реки и сложен у Мангейма.
Войска осадного корпуса расположились на зимние квартиры в окрестностях города на правом берегу Рейна.